# Robert de Rhuddlan

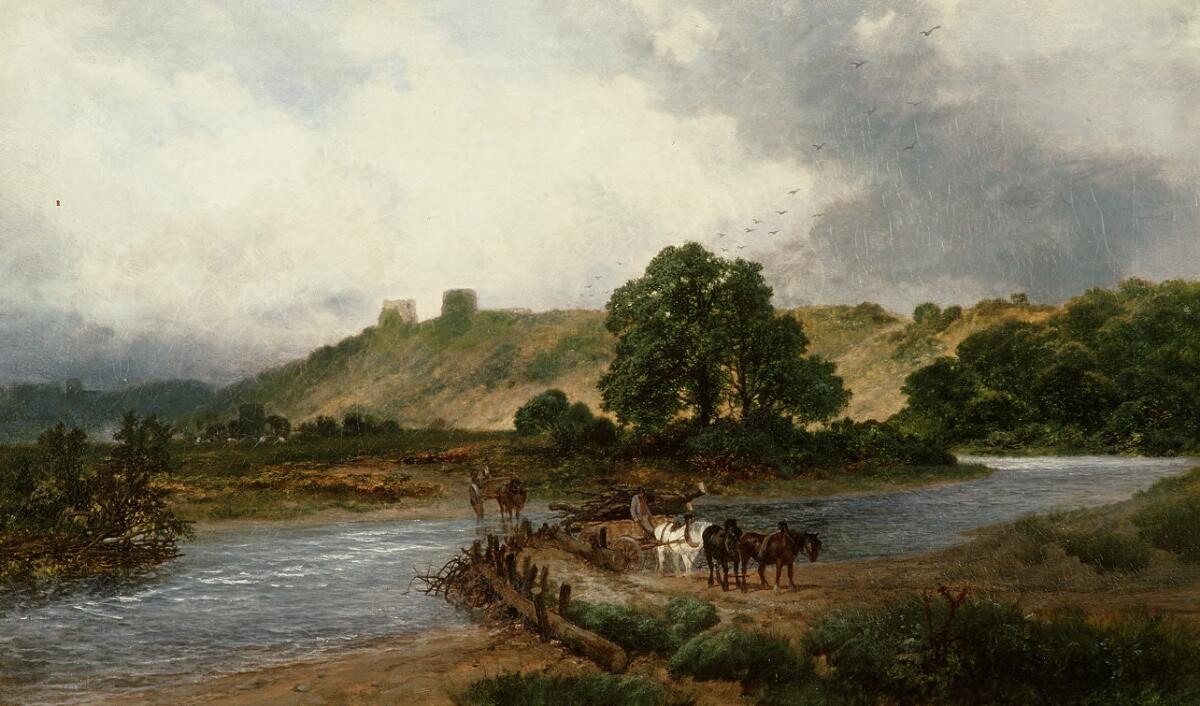
Castillo de Rhuddlan.

Robert de Rhuddlan también Robert de Roelent y Robert de Tilleul (apodado el Magnífico, c. 1055-m. 3 de julio de 1093) fue un noble caballero y mercenario anglonormando. Conde de Rhuddlan, señor de Byfield y Flint.Fue señor feudal de gran parte del noreste de Gales y por cierto tiempo de todo el norte de Gales.
Robert era hijo de Onfroi de Tilleul, un hijo de Thorstein le Goz, y de Adeliza de Grandmesnil, una hija de Roberto de Grandmesnil. Fue uno de los nobles normandos que se levantaron en armas contra Guillermo Rufus. Fue escudero en la corte de Eduardo el Confesor y parece haber llegado a las marcas galesas antes de 1066 al servicio del rey. Hugo de Avranches fue nombrado Conde de Chester en 1070, y Robert parece haber sido nombrado «comandante de las tropas» de Hugo en 1072. Inmediatamente inició las hostilidades con los galeses, y tras capturar parte del cantref de Tegeingl (Noreste de Gales) construyó una Mota castral en Twthill cerca de Rhuddlan, gobernando las tierras como vasallo del conde Hugo.
Cuando Gruffydd ap Cynan intentó arrebatar el trono de Gwynedd a Trahaearn ap Caradog en 1075, Robert  proporcionó tropas normandas a Gruffudd. Más tarde, ese mismo año, Trahaearn contraatacó y obligó a Gruffydd a buscar refugio en Irlanda, pero Robert aprovechó el caos reinante para ocupar los cantrefs de Rhos y Rhufoniog y para construir otro castillo en Deganwy. De esta forma, gobernó la mayor parte del norte de Gales al este del Río Conwy.
En 1081, Trahaearn ap Caradog, que había logrado detener la expansión de Robert hacia el oeste, murió en la Batalla de Mynydd Carn a manos de Gruffudd ap Cynan y sus aliados. Gruffydd se convirtió entonces en rey de Gwynedd, pero fue capturado por los normandos por traición en Rhug cerca de Corwen. Gruffydd fue encarcelado por el conde Hugh en su castillo en Chester, pero Robert parece haber sido el responsable de su captura, ya que reclamó las tierras de Gruffydd. Robert construyó castillos en Bangor, Caernarfon, Aberlleiniog y otros lugares. En el Libro Domesday se dice que poseía todo el norte de Gales aparte de las tierras que pertenecen a los obispados de Bangor y St Asaph, recibiendo estas tierras directamente para el rey y no en feudo de Hugh d'Avranches. Recibía unas rentas de £40 anuales.
A la muerte de Guillermo el Conquistador en 1087, estalló la guerra entre sus hijos. Robert apoyó al mayor, Robert Curthose y en 1088 él y sus tropas participaron en el asedio de Rochester. Sin embargo, tuvieron que rendirse ante William Rufus.
La carrera de Robert concluyó abruptamente en 1093 a comienzos de la Gran Revuelta Galesa. Según Orderico Vital, se encontraba durmiendo la siesta en su castillo de Deganwy cuando fue informando de que asaltantes galeses habían desembarcado en tres barcos bajo el Gran Orme y saqueado sus tierras. Algunas fuentes afirman que estos atacantes estaba encabezados por Gruffydd ap Cynan, que había escapado de Chester. Los asaltantes estaban ocupados cargando el botín. Robert envió mensajeros para reunir tropas y marchó hacia el Gran Orme, cuando descubrió que los galeses iban a aprovechar la marea para escapar con el botín antes de que sus hombres pudieran interceptarlos. Robert se lanzó contra ellos, seguido solo por su auxiliar, muriendo tras una descarga de jabalinas. Los asaltantes partieron con su cabeza atada al mástil de uno de los barcos.
Las tierras de Robert en Gwynedd fueron asumidas por el conde de Chester, pero la revuelta galesa de 1094 dirigida por Gruffydd ap Cynan consiguió la recuperación del territorio.

## Herencia
Se desconoce el nombre de su esposa, pero las crónicas citan a varios hijos:
- Cecillia de Roelent (c. 1060-1128). Esposa de Richard de Banastre (Munslow, c. 1065-1128);
- Guillermo de Rhuddlan (m. 25 de noviembre de 1120), fallecido en el naufragio de Barco Blanco;
- Roberto de Tilly, conde de Rhuddlan (m. 1138).